# 埼玉栄中学校・高等学校
埼玉栄中学校・高等学校（さいたまさかえちゅうがっこう・こうとうがっこう）は、埼玉県さいたま市西区西大宮三丁目に所在し、中高一貫教育を提供する私立中学校・高等学校。

## 概要
生徒数は約3000名で、高等学校は普通科3コース（募集定員合計560名）と保健体育科（募集定員160名）がある。中学校からの内部進学生（入学試験での募集定員の合計120名）は3年間別クラスとなる。
αコース・Sコースは2年次から文系、理系。特進コースは2年次から文系、理系、A&A（アート＆アスリート）に分かれる。
コースは本人の希望と成績により変更可能だが、普通科と保健体育科との間の転科はできない。
文武両道ならぬ「文武技芸」の四道を目指している。
- 校訓 - 今日学べ（こんにちまなべ）[1]
- 建学の精神 - 人間是宝（にんげんこれたから）[1]

## 沿革
(この節の主要な出典は公式サイト)
- 1972年 - 埼玉栄高等学校開校。
- 1999年 - 栄北高等学校へ自動車科、国際情報技術科を移設。
- 2000年 - 埼玉栄中学校開校、埼玉栄中学校・高等学校として中高一貫校となる。
- 2001年 - 栄ソフトボールスタジアム竣工
- 2004年 - ゴルフ場竣工
- 2011年 - 東グラウンド整備工事竣工
- 2016年 - 新校舎竣工

## 設置学科
- 普通科
  - 中高一貫コース(内進αを含む)
  - αコース（医学・難関大）
  - Sコース
  - 特進コース
- 保健体育科

2017年までは総合進学コースがあったが、特進コースと統合された。
※かつては自動車科、国際情報技術科が存在し、系列校である栄北高等学校に移管されていた（2017年廃止）。

## 特色
毎朝「朝の言葉」の唱和を行う。
『私たちは今日学べの心で人生の生き方を学び、自己の可能性の開発に努めます』
『私たちは敬愛と感謝の心で授業に真剣に取り組み、学力の向上を目指します』
『私たちは多くの人々に信頼される栄高生（栄中生）を目指し、今日一日、力一杯頑張ります』
の3つを教師も含めて全員で唱える。この「朝の言葉」は、生徒手帳に記載されている。

### 施設

施設の紹介
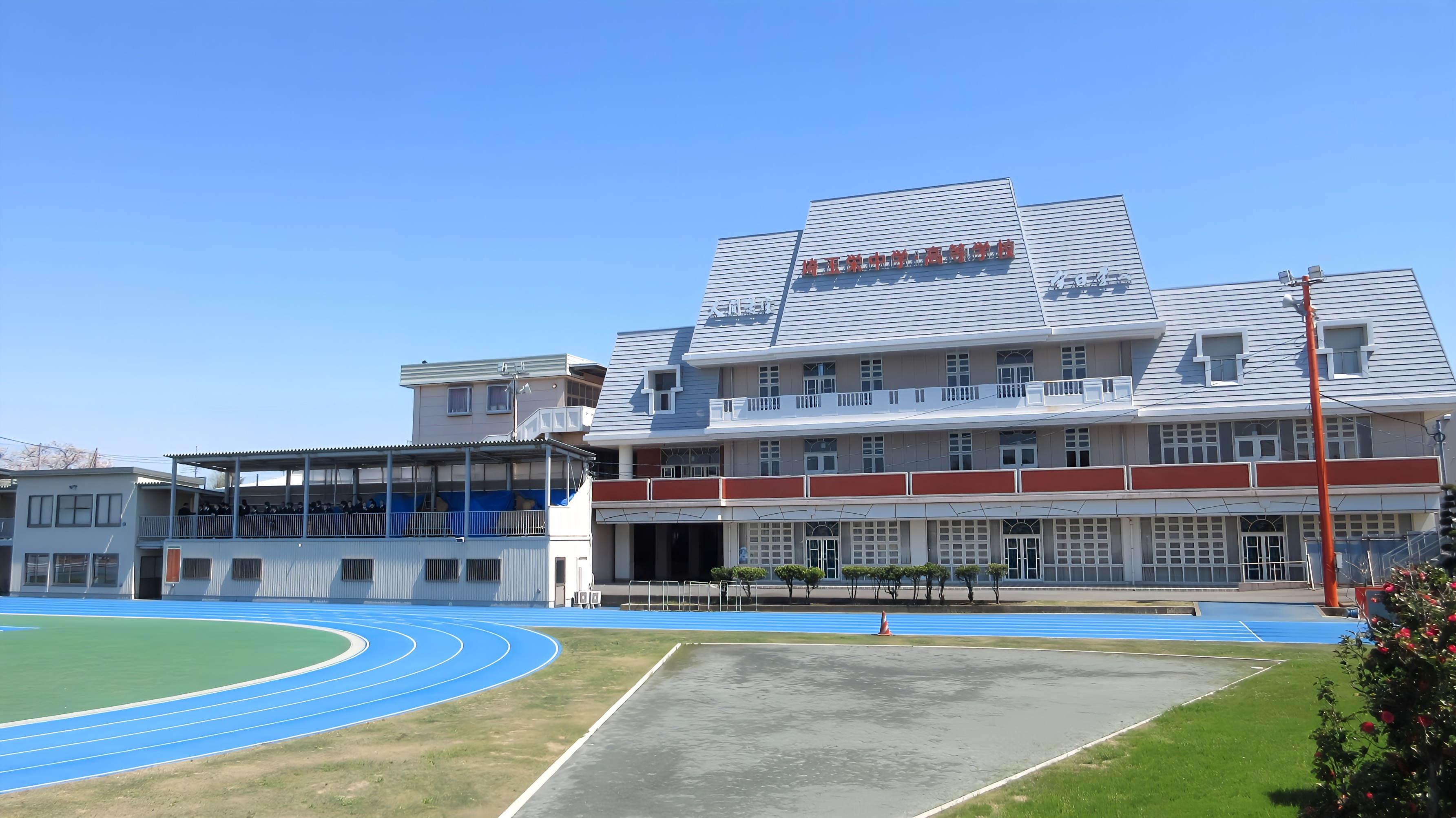
サトエグローバルアリーナ
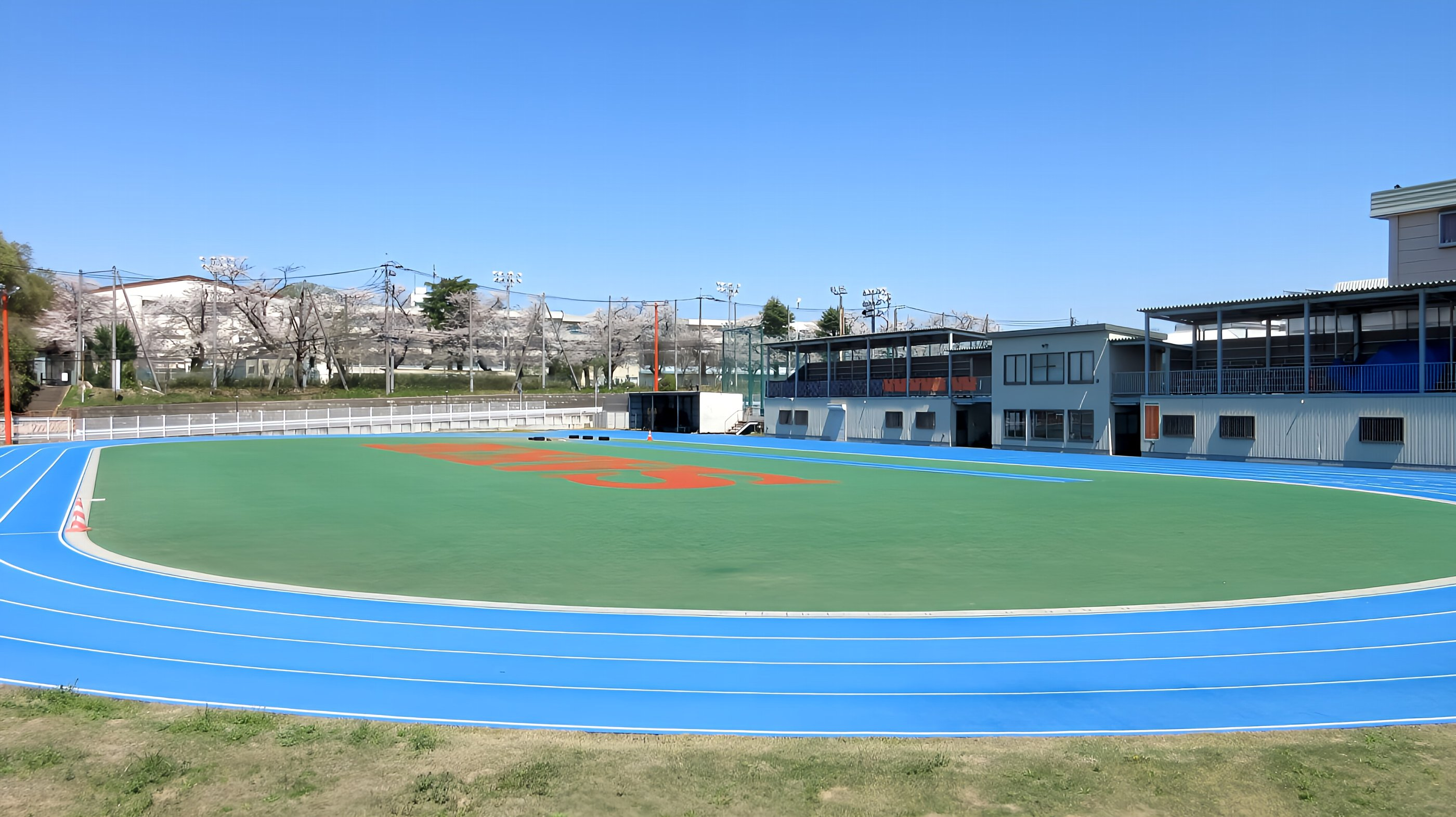
陸上競技場
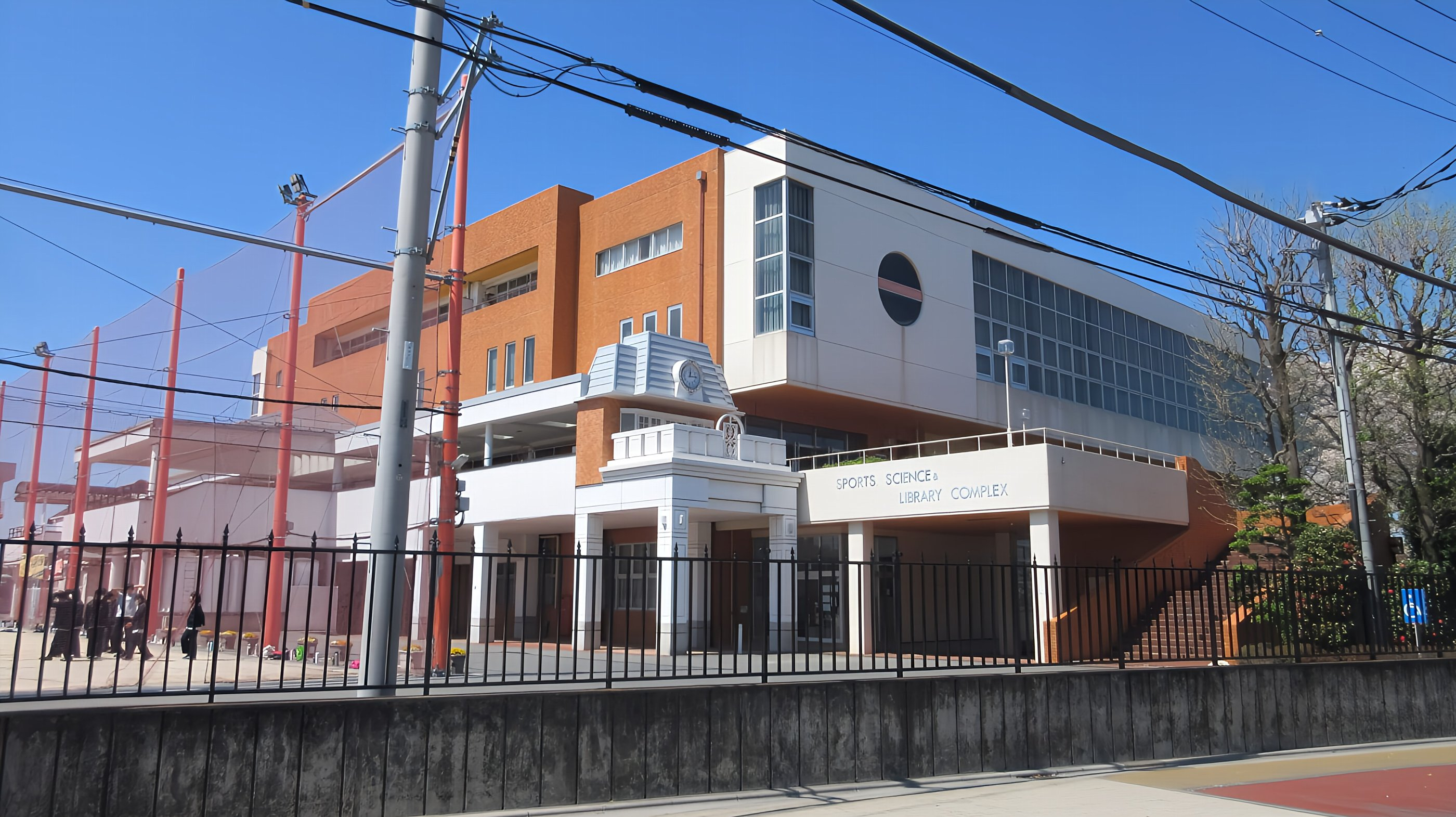
総合体育館と図書館
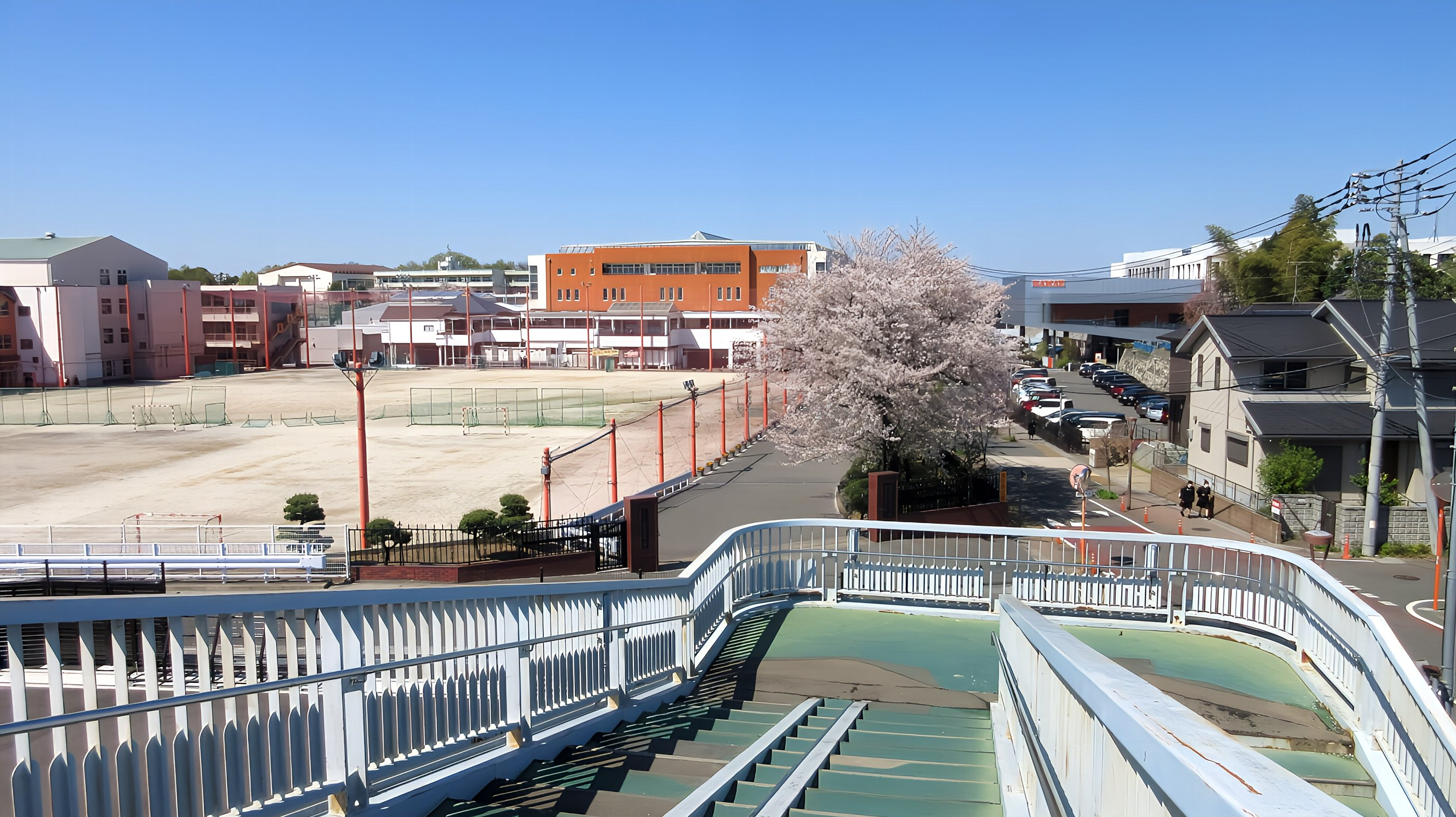
国道16号歩道橋からの撮影

校舎のある敷地には創始グラウンド（陸上競技用）、南グラウンドがある。東グラウンドは新校舎を建設するため、廃止された。

校外にある野球部・サッカー部・アメフト部などが利用する「総合グラウンド」や女子ソフトボール部が利用する「栄ソフトボールスタジアム」は校舎から遠いため、徒歩圏内ではない。

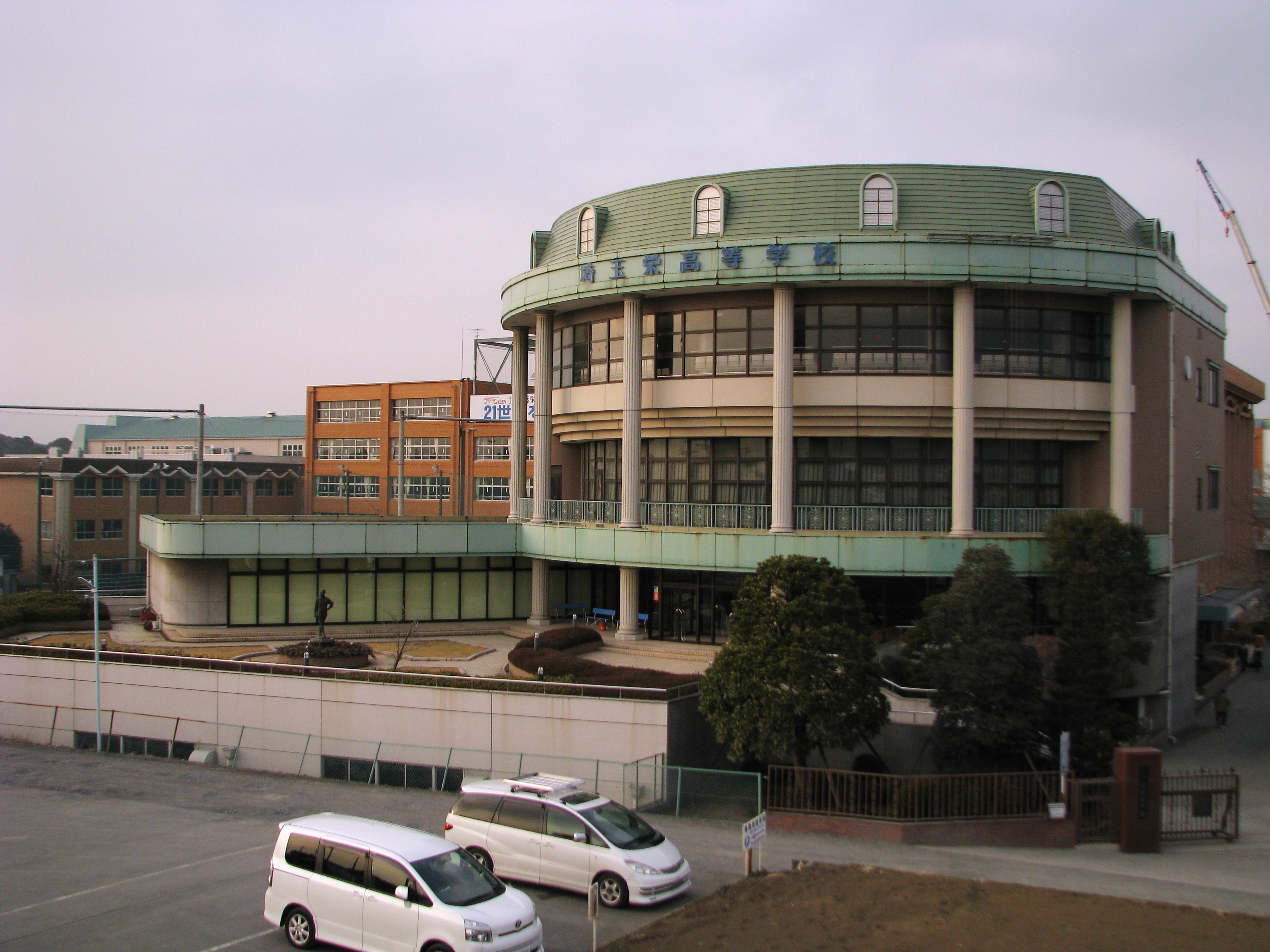
埼玉栄中学校・高等学校記念館(カーブを描く記念館は解体された。後方は旧校舎)2010.02.22

- 校内施設
  - 教室棟
  - 記念館（新校舎建設時に取り壊し）
  - 総合体育館

1階は図書館、剣道場、柔道場、体操場、ウエイトリフティング場があり、2階のアリーナはバスケットボール、バレーボールの練習場。3階はギャラリー席と1周約300ｍのランニングバルコニー。4階に合宿所がある。
- スポーツセンター

1階がレスリング場、空手道場、2階がフェンシング場、3階に卓球場がある。
- 温水プール棟

プールは水深が4メートルあり、飛び込みの練習もできる設備がある。授業や水泳の選択授業ではセーフティーボードで水深を調節して使用する。放課後は競泳部や水球部が練習で使用する。2階になぎなた道場がある。
- サトエグローバルアリーナ

1階はマーチングバンド練習場、空手道場、2階にバドミントンコート、新体操場とトレーニングルームをかねたダンス場、3階に弓道場、箏曲練習場、マンドリン練習場がある。
- 創始グラウンド（陸上競技用）。
- 南グラウンド
- テニスコート3面
- ゴルフ練習場
- 第二柔道場

2020年3月に建築面積およそ400平米の第二柔道場が完成した
- 施設の紹介
- サトエグローバルアリーナ
- 陸上競技場
- 総合体育館と図書館
- 国道16号歩道橋からの撮影

- 校外施設

- 総合グラウンド

さいたま市西区西遊馬俵貝戸3013の荒川河川敷内にあり、校舎から徒歩圏内ではなく、自転車でも約20分かかる。野球練習場3面、サブグラウンド2面、サッカーグラウンド2面、アメフト用グラウンド1面、400mトラックなどがある。授業で使用することはなく、部活動で使用する。
- 栄ソフトボールスタジアム

さいたま市西区宮前町356-1にあり、校舎からは徒歩約25分、自転車で約10分かかる。
- 寮

大志寮（男子寮）と栄華寮（女子寮）があるが、運動部所属でないと基本的に利用できない（文化部では吹奏楽部・マーチングバンド部は入寮可能）。
ほかに、ソフトボール部の第2栄華寮、野球部の栄心寮、バスケットボール部のSUPER栄華寮がある。

### 制服
制服は、2009年にリニューアルされた。
夏服はポロシャツからニットボタンダウンかニットベストにスラックス・黄色の半袖セーター。スラックスかチェックのスカート。
冬服は従来の6ボタンブレザーから4ボタンブレザーになりエンブレムが以前のタイプより小さくなった。式典用と通常用ネクタイ、リボンの3種類で、長袖ワイシャツとチェックと無地の2種類のスカート・スラックスを着用する。

### 校則
パーマ・カール・染色・脱色、化粧をする、化粧品の所持、装飾品の所持を禁止されている。携帯電話の所持は東日本大震災以降は可能になったが、学校内での使用は禁止である。もし、学校内で携帯電話が鳴ってしまった場合、指導対象となる。
バッグに関しては本校指定のものを使用。スクールバッグ・ダッフルバッグ・部バック（中学生は、スクールバックと学校指定のサブバック）のみでそれ以外、使用不可。（例外としてエコバック・ビニール袋等である。クリアケース、お弁当袋)

### 生徒指導
冬服と夏服は指定された期間には必ず着なくてはならない。
6月(冬服→夏服) と10月(夏服→冬服) がそれぞれ衣替えへの移行期間である。

### 受験指導
受験対策として、衛星放送により代々木ゼミナールの講義を受講するサテライン授業（別料金）をいち早く導入していた。
平成17年度より従来のFAX方式に代わり、「SUN System」というネット上で欠席連絡や各教材の問題や成績などをダウンロードできるシステムを導入した。

## 部活動
保健体育科は全員が運動部所属となる。
土曜日は創造学習という部活動授業があり、部活動に所属してない生徒は選択講義を受講する。
多くの部活が全国大会に出場しており、特にサッカー、卓球、陸上、レスリング、体操、バドミントン、相撲、野球、フェンシング、バレーボール、バスケットボール、ソフトボール、マーチングバンド、吹奏楽などが有名。駅伝部、コーラス部も過去に全国大会制覇の実績を持つ。
陸上競技部、駅伝部、硬式野球部、バレーボール部、バスケットボール部、体操部、新体操部、剣道部、柔道部、アマチュアレスリング部、ウエイトリフティング部、バドミントン部、サッカー部、ソフトボール部、競泳部、水球部、アメリカンフットボール部、ハンドボール部、卓球部、テニス部、弓道部、空手部、ゴルフ部、相撲部、バトン部、居合道部、フェンシング部、応援部、なぎなた部、アイスホッケー部、スケート部、ダンス部、チアリーディング部
吹奏楽部、茶道部、書道部、美術部、マーチングバンド部、コーラス部、放送部、マンドリン部、ギター部、箏曲部、写真部、科学部、進学部、家庭科部、囲碁部
※相撲部
- 全国屈指の相撲部の強豪として知られ、今まで獲得した全国タイトルは、全国高校最多の計19回（インターハイ10回・選抜9回）を誇る。

※バドミントン部
- 男子部は全国屈指のバドミントン部の強豪として知られ、今まで獲得した全国タイトルは、全国高校最多の計33回（インターハイ12回・選抜11回・国スポ10回）を誇る。

※野球部
- 女子部は全国屈指の硬式野球部の強豪として知られ、今まで獲得した全国タイトルは、全国高校女子最多の計14回（ジャパンカップ1回・高校女子硬式選手権7回・高校女子硬式選抜6回）を誇る。
- 男子部は1998年夏（第80回）と2000年春（第72回）出場

※ソフトボール部
- 女子部は高校総体3回準優勝している。全国高等学校ソフトボール選抜大会3回優勝している。
- 男子部は高校総体1回準優勝している。

※バレーボール部
- 男子部は春の高校バレーに11回出場している。高校総体に12回出場している。

※陸上競技部・駅伝部
- 女子部は全国屈指の強豪として知られ、五輪代表や世界陸上代表を多数輩出した。初代の大森国男、二代目の清田浩伸監督の下でインターハイ19回（12連覇、6連覇含む）のタイトル獲得だけでも断トツの全国高校女子最多になる。
- 駅伝女子部はインハイ3回（3連覇）。この間、1997年の第25回世界クロスカントリー選手権大会ジュニア女子団体の部で日本代表6人中5人が同埼玉栄在籍者（里村桂、小島江美子、田中梨沙、橋本知子、桧山久美子）で臨み銀メダル（陸上競技日本代表#IAAF世界クロスカントリー選手権大会参照。残る1人は市立船橋高校の秦由華）。
- 駅伝男子部はインハイ1回。この男子優勝時の駅伝部監督は渡辺高夫。

※柔道部
- 女子部は全国屈指の柔道部の強豪として知られ、今まで獲得した全国タイトルは、全国高校女子最多の計12回（金鷲旗4回・インターハイ3回・選手権5回+男子2回）を誇る。男子は2024年選手権・金鷲旗・インハイ団体で三冠を達成

※ゴルフ部
- 1989年 - 女子が、第10回全国高等学校ゴルフ選手権大会にて優勝。
- 2008年 - 男子が、第29回選手権大会にて優勝。
- 2011年 - 女子が、第32回選手権大会にて優勝。
- 2012年 - 女子が、第33回選手権大会にて優勝。

※水球部
- 31大会連続インターハイ出場
- 過去4回全国優勝
- 日本代表志水祐介を輩出した全国屈指の強豪校

※競泳部
- 過去2回全国優勝
- リオデジャネイロオリンピック400m個人メドレー銅メダリスト瀬戸大也を輩出。

※バスケットボール部
- 女子部はウインターカップ5回出場、インハイ9回出場。
- 男子部はウインターカップ4回出場、インハイ12回出場。

※サッカー部
- 第86回全国高等学校サッカー選手権大会出場

※吹奏楽部
- 強豪で、2019年現在で全日本吹奏楽コンクールで7年連続28回目の出場が決まり、19回の金賞受賞の実績がある。なお、2019年度の全日本吹奏楽コンクールにて金賞を受賞したため、今回で20回目の金賞受賞となる。

※マーチングバンド部
- 強豪で、2018年時点でマーチングバンド全国大会に30回出場し、12年連続23回目の金賞を受賞している。2019年度の大会では、グランプリ文部科学大臣賞を受賞。また2015年、2016年にグランプリ文部科学大臣賞を2回連続で受賞し2017年には特別演奏演技で出場している。なお、このマーチングバンド全国大会はJMBA(一般社団法人日本マーチングバンド協会)主催のものであり、AJBA(全日本吹奏楽連盟)のものとは一切関係ない。 　　

※応援団
•かつては名門。OBに武藤孝行
※アイスホッケー部
- 2021年 - 第16回全国高等学校選抜アイスホッケー大会にて準決勝まで出場(以降棄権)。なお、この大会では新型コロナウイルス感染症 (2019年)の感染が報告されている。

## 不祥事
2023年 (令和5年) 3月11日にサッカー部員が「東日本大震災の犠牲者を追悼する動画」と称し、震災の犠牲者や遺族を侮辱する発言をして笑い出す様子をSNS上に投稿。翌12日に学校側が公式ホームページに謝罪文を掲載した。
2024年（令和6年）11月16日午後11時半頃、総合グラウンド内で整備用の軽自動車が、法面に乗り上げ横転する交通事故が発生。
軽自動車には無免許の入寮生4名（それぞれ別の部活に所属）が乗車していたが、助手席にいた17歳が下敷きとなり、病院に救急搬送されたが翌17日の午前2時に死亡した。
運営側は、軽自動車の鍵の管理体制の不備を認め、謝罪した。

## 交通
- 西大宮駅から徒歩10分
- 宮原駅から東武バス、「西区役所」から徒歩13分。

## 関連書籍・DVD
- 『心でつないだ都大路 埼玉栄 挫折から栄光への軌跡』（渡辺高夫(著)、講談社、1988/3、ISBN 978-4062038362）
- 『TRACK & FIELD埼玉栄・種目別専門トレーニング 400m走（4×400mリレー）』（指導・解説：清田浩伸（埼玉栄高等学校女子陸上競技部監督）、実技：埼玉栄高等学校女子陸上競技部、ジャパンライム、2002/10、DVD）
- 『埼玉栄・種目別専門トレーニング スプリント・ハードル 第1巻 日々のトレーニングの進め方』（指導・解説：清田浩伸（埼玉栄高等学校女子陸上競技部監督）、実技：埼玉栄高等学校女子陸上競技部、ジャパンライム、2003/9、DVD）
- 『埼玉栄・種目別専門トレーニング スプリント・ハードル 第2巻 スプリント・ハードルのドリル』（指導・解説：清田浩伸（埼玉栄高等学校女子陸上競技部監督）、実技：埼玉栄高等学校女子陸上競技部、ジャパンライム、2003/9、DVD）
- 『ジュニア陸上競技マニュアル』（全国高等学校体育連盟陸上競技部(編)、陸上競技社、2006/1、ウォーミングアップとクーリングダウンの項を清田浩伸（埼玉栄高等学校女子陸上競技部監督）が執筆）